# Roberto Telch
Roberto Telch (Córdova, 6 de novembro de 1943 — 12 de outubro de 2014) foi um futebolista argentino.
Defendeu os clubes San Lorenzo de Almagro, Unión, Colón e a Seleção Argentina na Copa do Mundo FIFA de 1974.